# Budišovice
Budišovice är en ort i Tjeckien. Den ligger i den östra delen av landet, 260 km öster om huvudstaden Prag. Budišovice ligger 384 meter över havet och antalet invånare är 503.
Terrängen runt Budišovice är platt åt sydost, men åt nordväst är den kuperad. Runt Budišovice är det ganska tätbefolkat, med 124 invånare per kvadratkilometer. Närmaste större samhälle är Ostrava, 17,6 km öster om Budišovice. I omgivningarna runt Budišovice växer i huvudsak blandskog.